# Agoraea semivitrea
Agoraea semivitrea là một loài bướm đêm thuộc phân họ Arctiinae, họ Erebidae.